# Scutops chapmani
Scutops chapmani är en tvåvingeart som först beskrevs av Charles Howard Curran 1934.  Scutops chapmani ingår i släktet Scutops och familjen savflugor. Inga underarter finns listade i Catalogue of Life.